# Hydraena pontica
Hydraena pontica är en skalbaggsart som beskrevs av Emile Janssens 1963. Hydraena pontica ingår i släktet Hydraena och familjen vattenbrynsbaggar. Inga underarter finns listade i Catalogue of Life.